# 575 Renate
575 Renate è un asteroide della fascia principale del diametro medio di circa 21,26 km. Scoperto nel 1905, presenta un'orbita caratterizzata da un semiasse maggiore pari a 2,5551374 UA e da un'eccentricità di 0,1260016, inclinata di 15,01438° rispetto all'eclittica.
L'origine del suo nome è sconosciuta.